# António Augusto de Seixas
António Augusto de Seixas Araújo CvA (Montalegre, 29 de Setembro de 1889 - Sines, 28 de Outubro de 1958), foi um agente da Guarda Fiscal portuguesa, que se destacou por ter salvado centenas de pessoas ao longo da fronteira entre Portugal e Espanha, durante a Guerra Civil Espanhola, tendo sido apelidado de Schindler da Raia.

## Biografia

### Nascimento
Nasceu em Montalegre em 1889, filho de Manuel Joaquim de Araújo (de São Vicente da Raia, em Chaves) e de Maria das Dores de Seixas (de Montalegre). É neto paterno de Brites Albina de Araújo (de São Vicente da Raia, em Chaves) e neto materno de António Emílio de Seixas Bruno e Luísa do Espirito Santo dos Reis (ambos naturais de Santa Maria Maior, em Chaves, mas residentes em Montalegre).

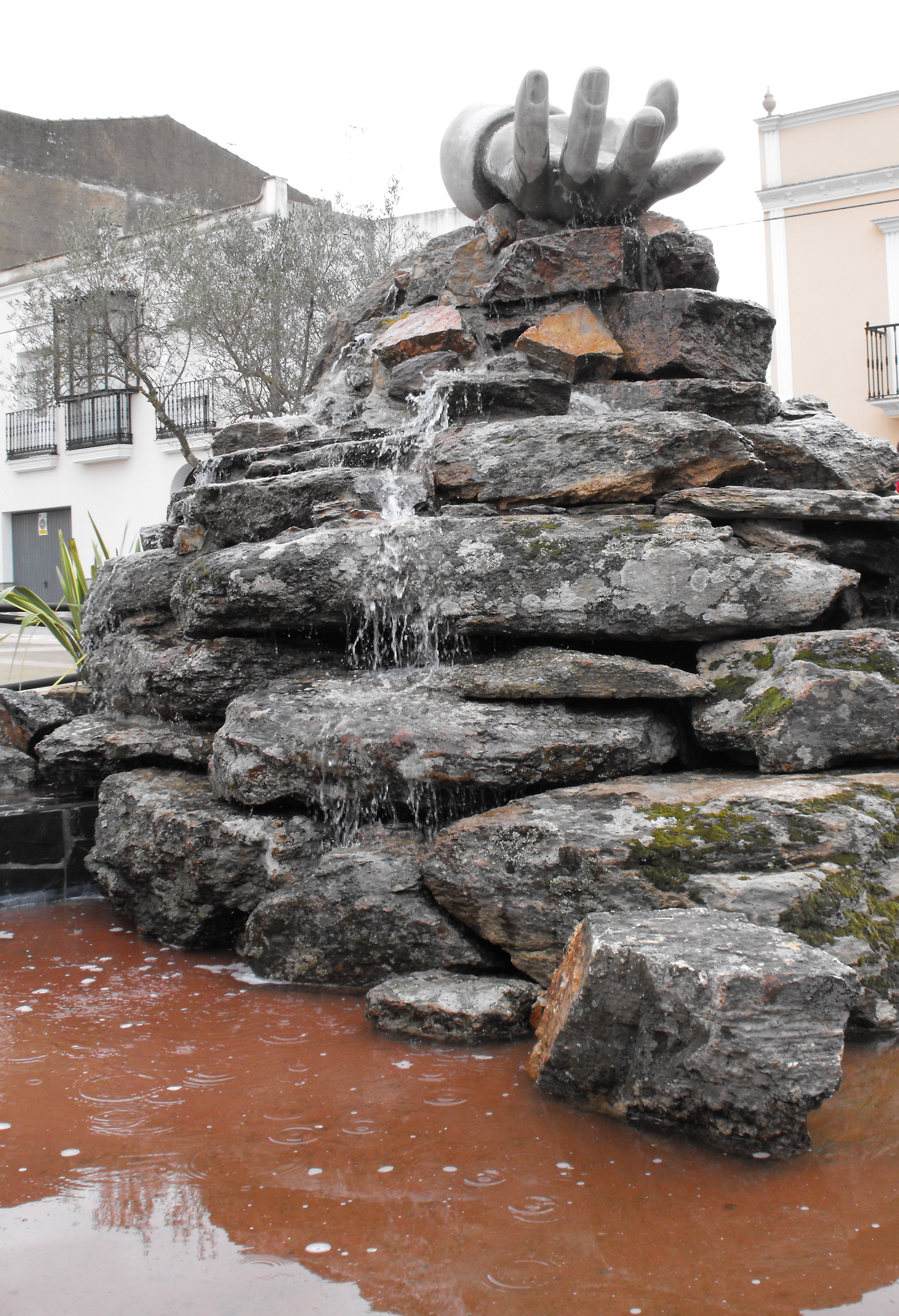
Monumento a António Augusto de Seixas e à população de Barrancos, situado em Oliva de la Frontera, no concelho de Badajoz, em Espanha.

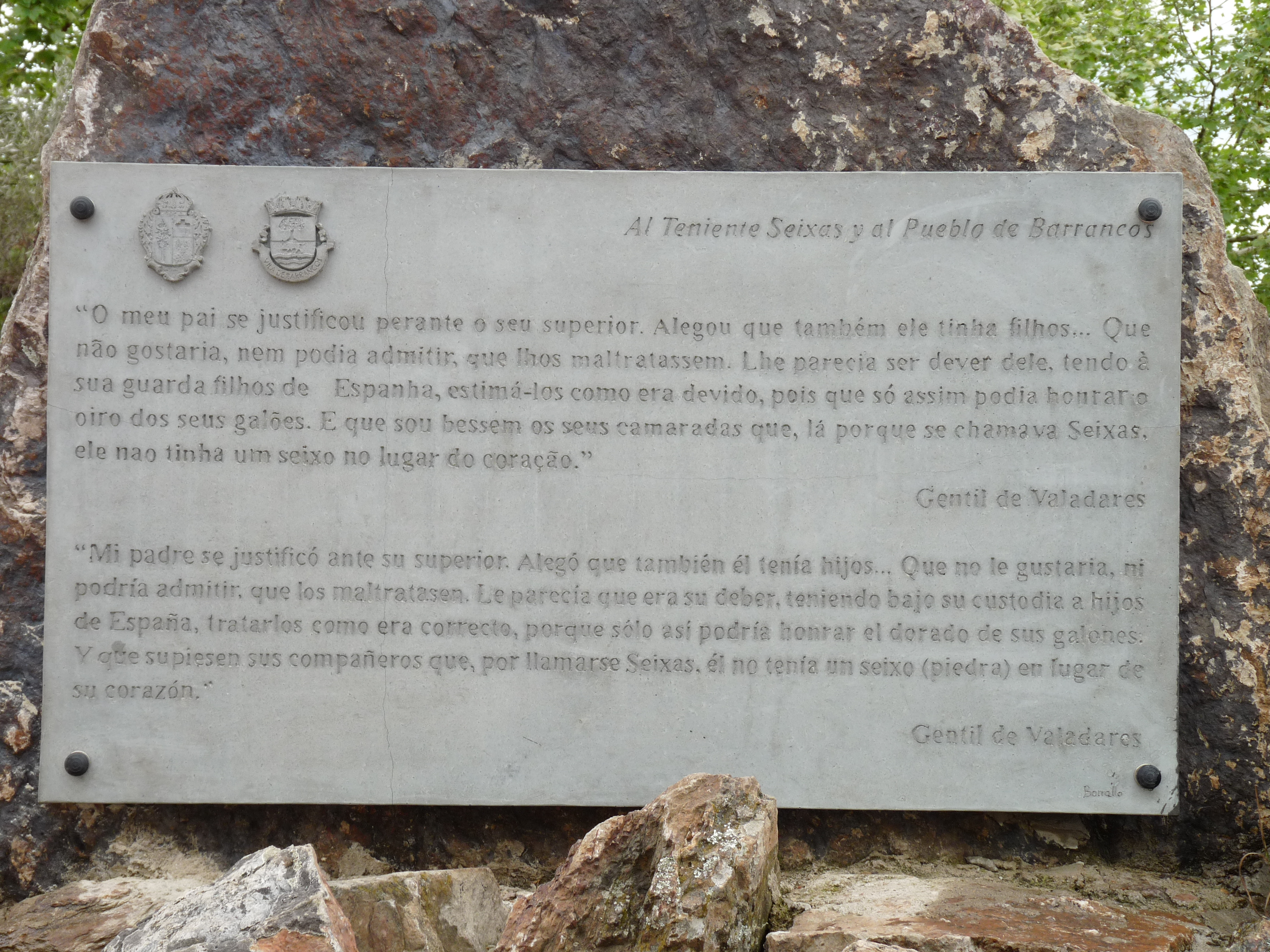
Placa no monumento, com uma citação de Gentil Maria das Dores Valadares Seixas, filho de António Augusto de Seixas.

### Carreira
Enveredou por uma carreira na Guarda Fiscal, tendo sido colocado em diversos pontos do país, desde o Minho até ao Alentejo. Combateu do lado republicano durante o cerco de Chaves, tendo ficado ferido.
Em 1936, iniciou-se a Guerra Civil Espanhola, na qual militares insurrectos de extrema direita, comandados por Francisco Franco, derrubaram o governo democrático, conflito que durou cerca de três anos e devastou o país. Uma das forças rebeldes foi a coluna de Yagüe, que seguiu de Sul para Norte ao longo da fronteira portuguesa, reprimindo violentamente as populações por onde passava, tendo sido responsável por inúmeros massacres. De forma a salvar a vida, muitos habitantes tentaram refugiar-se em Portugal, mas foram detidos pelas autoridades portuguesas e repatriados para Espanha, devido à colaboração do governo português para com as forças fascistas espanholas. Em de Agosto de 1936, o jornal norte-americano Chicago Tribune criticou esta situação, referindo que a política internacional portuguesa tinha devolvido centenas de refugiados a Espanha, mesmo sabendo que à chegada aqueles iriam ser fuzilados pelas forças nacionalistas, contrariando desta forma as normas internacionais. O embaixador republicano em Lisboa, Claudio Sánchez de Albornoz, também protestou contra a situação, tendo referido que as forças nacionalistas, e por vezes o próprio comandante Yagüe teria violado a fronteira portuguesa em vários locais, inclusive entrado até na cidade de Elvas, para ir buscar os refugiados.
No caso de Barrancos, os primeiros fugitivos espanhóis a chegar foram cerca de quatrocentos habitantes da povoação raiana de Encinasola, que foram acolhidos por famílias barranquenhas, com a autorização do administrador do concelho de Barrancos, que se tinha comprometido junto do Governador Civil de Beja a encontrar um abrigo temporário para os refugiados. Também no concelho de Barrancos, um grupo de refugiados espanhóis tinham percorrido a fronteira utilizando antigas rotas de contrabandistas, tendo-se concentrado num local do Resvaloso, na Herdade da Coitadinha, junto ao Rio Ardila e do Castelo de Noudar. Este grupo tinha cerca de oitocentas pessoas, sendo principalmente composto por homens, mas incluindo igualmente mulheres e crianças. Nessa altura, essa zona da fronteira era guardada por uma força conjunta do Regimento de Infantaria 17 de Beja, da Guarda Fiscal, da Guarda Nacional Republicana, e da Polícia de Vigilância e Defesa do Estado. Estas forças tinham ordens para deter e reencaminhar os refugiados para Espanha, sendo o exército responsável pelos fugitivos militares, enquanto que as restantes forças deveriam ocupar-se dos civis. António Augusto de Seixas, então com a patente de tenente, foi colocado como responsável pelo comando técnico das operações no terreno, posição que demonstrava o poder que a Guarda Fiscal possuía sobre os limites fronteiriços. O comandante da região militar ordenou que fosse montado um campo de refugiados provisório no local, que ficaria sob a vigilância do exército, e seria comandado por António Seixas e por Oliveira Soares, tenente da G. N. R.. O exército só disponibilizou água aos refugiados, tendo o governo recusado a distribuição de alimentos e de medicamentos. Por iniciativa de António Seixas, foi aberta uma subscrição em Barrancos para o fornecimento de comida aos refugiados, medida que teve grande sucesso entre os habitantes mais pobres da vila, enquanto que os mais abastados deram uma proporção muito menor, alegando que os refugiados eram comunistas.
No entanto, durante os primeiros dias as tropas nacionalistas concentraram-se na outra margem do rio e começaram a disparar contra os refugiados, só tendo parado graças à intervenção de Oliveira Soares, que os avisou que estavam a disparar contra território português, e se continuassem daria ordem aos seus homens para os atacar. Entretanto, o Comité de Não Intervenção começou a encetar esforços, no sentido de evacuar os refugiados de Barrancos. Ao mesmo tempo, o campo continuou a receber mais fugitivos, tendo António Seixas ordenado a criação de um segundo campo, sem consultar os seus superiores. Este campo, que albergou cerca de trezentas pessoas, estava situado a alguns quilómetros a Sul do primeiro, na Herdade das Russianas, na zona da Choça do Sardinheiro. Entre os refugiados estavam várias pessoas que tinham sido inscritas nas listas negras dos franquistas para serem fuzilados em Badajoz, como políticos e intelectuais do partido republicano, mas Seixas deu ordens para que nenhum fosse preso ou devolvido a Espanha. No entanto, as acções de Augusto de Seixas enfrentaram a oposição dos oficiais militares estacionadas na zona e dos agentes da P. V. D. E., que já anteriormente tinham tentado disputar a sua posição como comandante da força.
Pouco tempo depois, o Comité de Não Intervenção conseguiu convencer o governo a libertar os refugiados do campo da Coitadinha, que seriam levados primeiro para Moura e depois para Lisboa. Depois embarcariam com destino a Tarragona, na Catalunha, que ainda estava sob controlo republicano. Seixas conseguiu convencer os seus superiores que os indivíduos no campo da Russiana tinham estado antes na Coitadinha, e foi graças ao seu testemunho, e de outros militares, que foram anexados ao grupo inicial. Os números oficiais para o campo da Coitadinha apontavam para 616 pessoas, que em conjunto com o grupo da Russiana totalizaram 1020 indivíduos. No entanto, este número era superior à capacidade dos camiões destacados para o transporte, pelo que Seixas pagou, com dinheiro próprio, a viagem até Moura. Depois foram levados de comboio até Lisboa, onde se juntaram a um grupo de prisioneiros da Prisão de Caxias, e no dia 10 de Outubro partiram no navio Nyassa com destino a Tarragona, onde chegaram após três dias de viagem. Na sua maioria, emigraram depois para França. O tenente António Augusto de Seixas foi acusado de traição por ter protegido um número de refugiados superior ao estabelecido, tendo sido condenado a sessenta dias de prisão no Forte de Nossa Senhora da Graça, em Elvas. Cerca de dois anos depois, foi readmitido na Guarda Fiscal, tendo sido transferido para Sines, e depois reformado de forma compulsiva. Depois de terminar a sua carreira na Guarda Fiscal, estabeleceu-se como empresário naquela vila.

### Falecimento
Faleceu em 1958, na vila de Sines ou no Hospital Militar Principal, em Lisboa.[carece de fontes?] Teve seis filhos, Amável, António, Esmeralda Sales Madeira, Maria Antónia Aguiar, António Rafael,[carece de fontes?] e o escritor Gentil de Valadares.

## Homenagens
Em 5 de Outubro de 1935, foi condecorado com o grau de Cavaleiro na Ordem Militar de Avis.
A história do papel de António Augusto de Seixas e da população de Barrancos durante a crise dos refugiados ficou praticamente esquecida até 2007, quando foi publicada a obra La columna de la muerte, de Francisco Espinosa. Em 2010 foi inaugurado um monumento à sua homenagem em Oliva de la Frontera. Em Março de 2015, a autarquia de Barrancos inaugurou um monumento à Guerra Civil Espanhola e colocou o nome de Tenente António Augusto de Seixas num largo. Este evento teve a participação do Presidente da Câmara Municipal de Barrancos, António Pica Terreno, o Alcaide de Oliva de La Frontera, Juan Torres, do Comandante do Comando Territorial de Beja da Guarda Nacional Republicana, Tenente Coronel Joaquim Figueiredo, e um representante da família Seixas, António Augusto de Seixas Aguiar.
Em 2016 Pedro Prostes da Fonseca lançou a obra Contra as Ordens de Salazar, que documenta os portugueses que ajudaram os refugiados durante a Guerra Civil Espanhol, sendo uma das principais figuras António Augusto de Seixas.